# Isaac Thomas Hecker

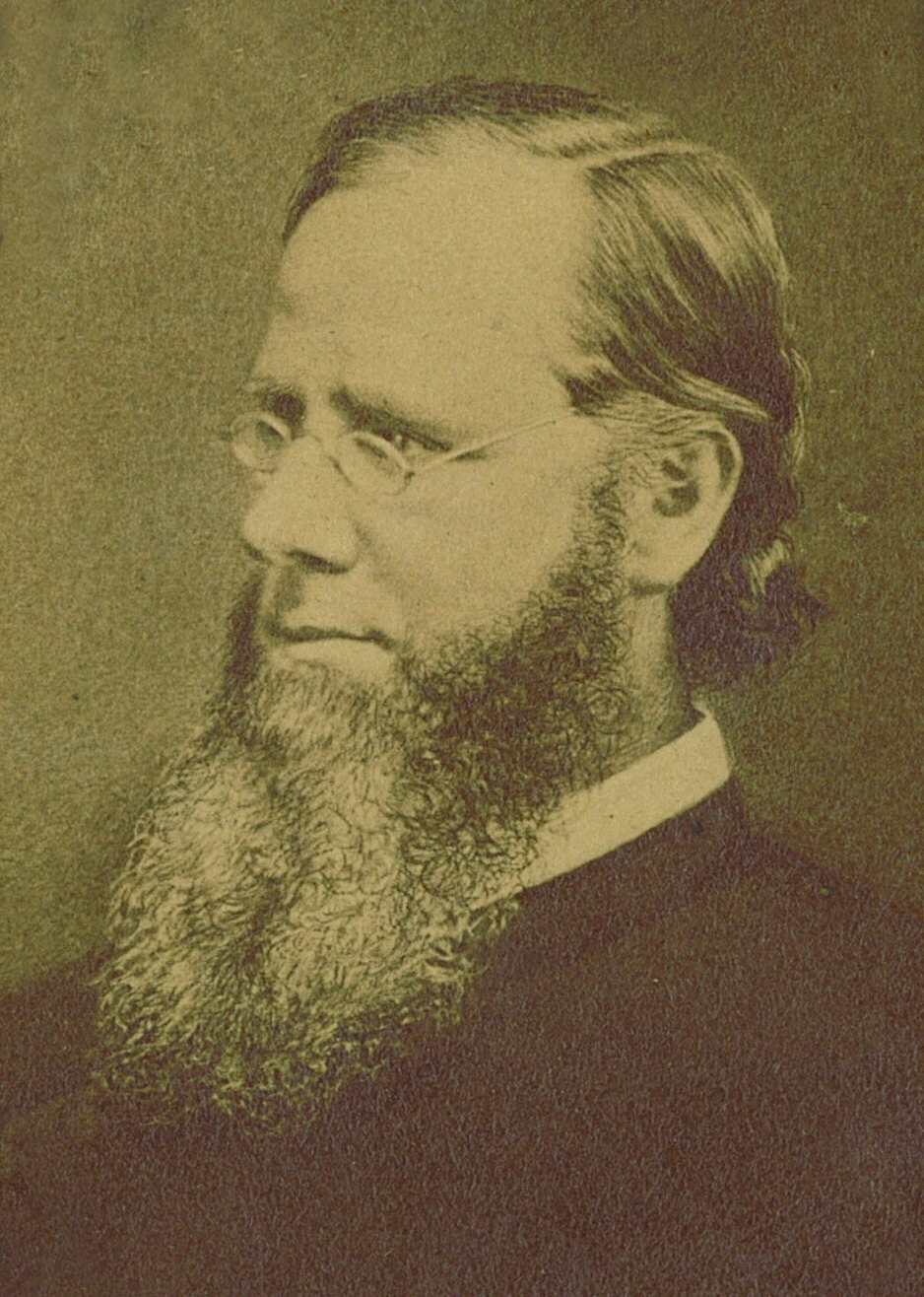
Isaac Hecker

Isaac Thomas Hecker (* 18. Dezember 1819 in New York City; † 22. Dezember 1888 ebenda) war ein US-amerikanischer römisch-katholischer Priester und Volksmissionar. Er gründete die Gemeinschaft der Missionspriester vom hl. Paulus (Paulisten). 2008 wurde für ihn der Seligsprechungsprozess eröffnet.

## Leben

### Jugend
Heckers Eltern Johann Jonas Hecker und Caroline geb. Freund waren deutsche Einwanderer. Sein Vater arbeitete als Metallarbeiter und Maschinenbauer und machte sich in Lower Manhattan selbstständig. Isaac war das jüngste ihrer fünf Kinder. Als Vierjähriger wurde er mit Pocken angesteckt. Seiner um sein Leben besorgten Mutter sagte er: „Ich werde nicht sterben, denn Gott hat eine Aufgabe für mich“. Die Narben im Gesicht zeichneten ihn lebenslang. Die religiöse Prägung erhielt er vor allem von der Mutter, die eine praktizierende Methodistin war und an die besondere Rolle Amerikas im Plan der göttlichen Vorsehung glaubte.
Es war die Zeit der industriellen Revolution mit ihrem rasanten Wirtschaftswachstum, aber auch schrankenloser Ausbeutung vor allem der Einwanderer. Isaac begann bereits mit zwölf Jahren zu arbeiten, anfangs in Buchdruckereien, dann mit 15 als Lieferjunge in der Bäckerei seiner älteren Brüder. Auf seinen Wegen sah er das physische und moralische Elend der Arbeiterfamilien. Wie seine Brüder engagierte er sich im „linken“, anti-monopolistischen Flügel der Demokratischen Partei. Die Gruppe scheiterte jedoch an innerparteilichen Auseinandersetzungen. Dann begegnete er Orestes Brownson (1803–1876) und war fasziniert von dessen sozial-religiösen Reden und Schriften. Brownson blieb bestimmend für seinen weiteren Weg.
Die Suche nach seiner persönlichen Lebensaufgabe für Gott und die Mitmenschen ging weiter. Er las die Philosophen des deutschen Idealismus Kant, Fichte und Hegel. Um sein 24. Lebensjahr begannen intensive mystische Erfahrungen und Visionen, die ihn zeitweise um seinen Verstand fürchten ließen und seine Arbeitskraft beeinträchtigten.
Auf Brownsons Rat schloss er sich der sozialreligiösen Lebensgemeinschaft Brook Farm bei Boston an. Dort arbeitete er in der Bäckerei und vertiefte zugleich seine Bildung durch intensive Sprachen-, Literatur- und Musikstudien. Da er auch hier keine Sinnerfüllung fand, wechselte er nach Fruitlands und kehrte schließlich im Sommer 1843 ins Elternhaus und in die Bäckerei der Brüder zurück. Seine Verzweiflung und innere Einsamkeit wuchsen, aber auch das Vertrauen, dass es Gott war, der ihn rief. Zugleich fand er, parallel mit der Entwicklung Brownsons, Zugang zur organisierten Religion und zur Kirche. Als in ihm die Entscheidung gefallen war, Geistlicher zu werden, fühlte er, laut Selbstzeugnis, einen nie gekannten inneren Frieden.

### Weg zur katholischen Kirche
Noch schwankte er zwischen der römisch-katholischen und der Episkopalkirche. Erzbischof John Joseph Hughes von New York wirkte mehr abweisend als einladend auf ihn. Im Mai 1844 ging er nach Concord (Massachusetts) zum Studium der alten Sprachen. Dort teilte ihm Brownson brieflich mit, er, Brownson, werde zur katholischen Kirche konvertieren, und vermittelte ihm ein Gespräch mit dem Bostoner Koadjutor-Bischof John Bernard Fitzpatrick. Hecker kehrte nach New York zurück, erhielt Konvertitenunterricht bei Bischof John McCloskey und empfing am 2. August 1844 die Konditionaltaufe. Er traute sich jedoch nicht zu, als Pfarrer zu arbeiten. Mit Zustimmung Erzbischof Hughes’ ging er nach Belgien und trat ins Noviziat der Redemptoristen ein. Er studierte Theologie und empfing am 23. Oktober 1849 in London von Erzbischof Nicholas Wiseman die Priesterweihe für den Redemptoristenorden.

### Redemptorist
Der Orden schickte ihn zuerst zur städtischen Missionsarbeit nach Liverpool. 1851 kehrte er nach New York zurück, wo eine neue Redemptoristenniederlassung aufgebaut wurde. Das vierköpfige Missionsteam, zu dem er nun gehörte, wurde bald von Gemeinden in ganz Amerika angefragt. Hecker zeichnete sich durch spirituelle Erfahrung, Sprachkraft und seelsorgerisches Einfühlungsvermögen aus, und Tausende erneuerten unter seinem Einfluss ihr Glaubensleben. Zahlreiche Konversionen begründeten seine Hoffnung, die USA zum führenden katholischen Land machen zu können. Er schrieb mehrere Bücher, in denen er den katholischen Glauben für amerikanische Protestanten darlegte. Die darin enthaltene uneingeschränkte Bejahung von Demokratie und Glaubensfreiheit trug ihm kirchlicherseits postum den vorübergehenden Verdacht des theologischen „Amerikanismus“ ein, lässt ihn aber heute als einen der Wegbereiter des Zweiten Vatikanischen Konzils erscheinen.
Andererseits gab es protestantische Reaktionen, die die Redemptoristenmission als ein unamerikanisches Immigrantenunternehmen darstellten. Deshalb plante Hecker die Gründung eines neuen Redemptoristenhauses mit ausschließlich in den USA geborenen Mitgliedern, stieß aber auf Widerstand im Orden. Gegen den Willen seines zuständigen Oberen reiste er nach Rom zum Generalat, um sein Anliegen vorzubringen. Wegen dieses Ungehorsams wurde ohne Anhörung seine Entlassung aus dem Orden verhängt.
Hecker fand sich damit nicht ab. Durch Vermittlung von Kardinal Alessandro Barnabò erhielt er Zutritt zu Papst Pius IX. Dieser erwies ihm hohe Anerkennung für sein missionarisches Wirken. Er hob den Entlassungsbescheid auf, entband Hecker und seine amerikanischen Mitstreiter von den Ordensgelübden und machte damit den Weg frei für eine Neugründung.

### Paulisten
Im Frühjahr 1858 kehrte Hecker nach New York zurück und gründete mit Zustimmung des Erzbischofs die Gemeinschaft Missionary Priests of St. Paul the Apostle. Mit seinen Mitbrüdern nahm er die Missions- und Konvertitenarbeit wieder auf. Auf einer seiner Reisen legte er mehr als 7.200 Kilometer zurück und sprach zu mehr als 30.000 Menschen, davon zwei Drittel Nichtkatholiken.
1865 gründete er, in Ergänzung zur Predigtmission, die Monatszeitschrift The Catholic World, 1870 The Young Catholic, dazu eine Verlagsgesellschaft.

### Krankheit und Tod
Am Ersten Vatikanischen Konzil 1869–1870 nahm Hecker als theologischer Berater von Bischof James Gibbons teil. Unmittelbar danach zeigten sich Symptome einer Leukämieerkrankung. 1871, mit 52 Jahren, musste er sein Leitungsamt und seine Missionstätigkeit aufgeben. Die körperlichen Leiden und die Sinnlosigkeitserfahrung verdunkelten sein Gottvertrauen. Einige Jahre verbrachte er mit Heilaufenthalten in Europa. 1875 kehrte er nach Amerika zurück und wirkte mit den ihm noch verbleibenden Kräften wieder in der Mission. Aber mit der Schwäche wuchs sein Gefühl der Gottverlassenheit und der Vergeblichkeit seines Lebens. Im Angesicht des Todes fand er zu einer neuen tiefen Gelassenheit, die für die Zeugen seines Sterbens unvergesslich blieb.